# 1891 en Italie
Chronologie de l'Italie
- 1887
- 1888
- 1889
- 1890
- 1891
- 1892
- 1893
- 1894
- 1895

## Événements
- 15 janvier : Filippo Turati fonde  à Milan Critica Sociale, un magazine d'inspiration socialiste[1].

- 31 janvier : le président du Conseil Francesco Crispi, victime de la crise économique et financière que traverse le pays, cède la place au marquis Antonio di Rudinì, chef de la droite, qui forme un gouvernement le 9 février[2].

- 11 mars : le poète et professeur de littérature Giosuè Carducci est victime d'une violente protestation d'étudiants républicains à l'université de Bologne[3].

- 14 mars : lynchage de onze Italiens à La Nouvelle-Orléans. L’Italie envoie un vaisseau de guerre pour rapatrier les Italiens qui veulent abandonner la ville et suspend les relations diplomatiques avec les États-Unis[4].

- 24 mars et 15 avril : des accords anglo-italien reconnaissent le protectorat de Rome sur l’Éthiopie et persuadent le sultan de Zanzibar de louer à l’Italie la côte de Benadir (annexée à la Somalie en 1905)[5]. En contrepartie, l’Italie s’engage à ne pas perturber le régime des eaux du Nil et de ses affluents en y construisant des barrages.
- 24 avril : la Chambre approuve une loi abolissant le scrutin de liste, introduit en 1882. L’Italie revient au scrutin majoritaire[6].
- 1er mai : 
  - manifestation anarchiste place  Sainte-Croix-de-Jérusalem à Rome[7].
  - Felice Giuffrida organise à Catane le premier Faisceau sicilien officiel[8].
- 6 mai : renouvellement de la Triple-Alliance entre l’Autriche, l’Allemagne et l’Italie[9].
- 15 mai : encyclique Rerum Novarum du pape Léon XIII, qui pour la première fois évoque la condition des travailleurs. Léon XIII récuse le socialisme et la lutte des classes, mais encourage les associations ayant un but « de conciliation et d’entraide ». Un mouvement catholique social se développe en Italie sous la direction de l’Œuvre des Congrès (Giuseppe Toniolo)[10].

- 2-3 août : le Congrès des travailleurs italiens de Milan préconise la formation d’un parti socialiste[11].

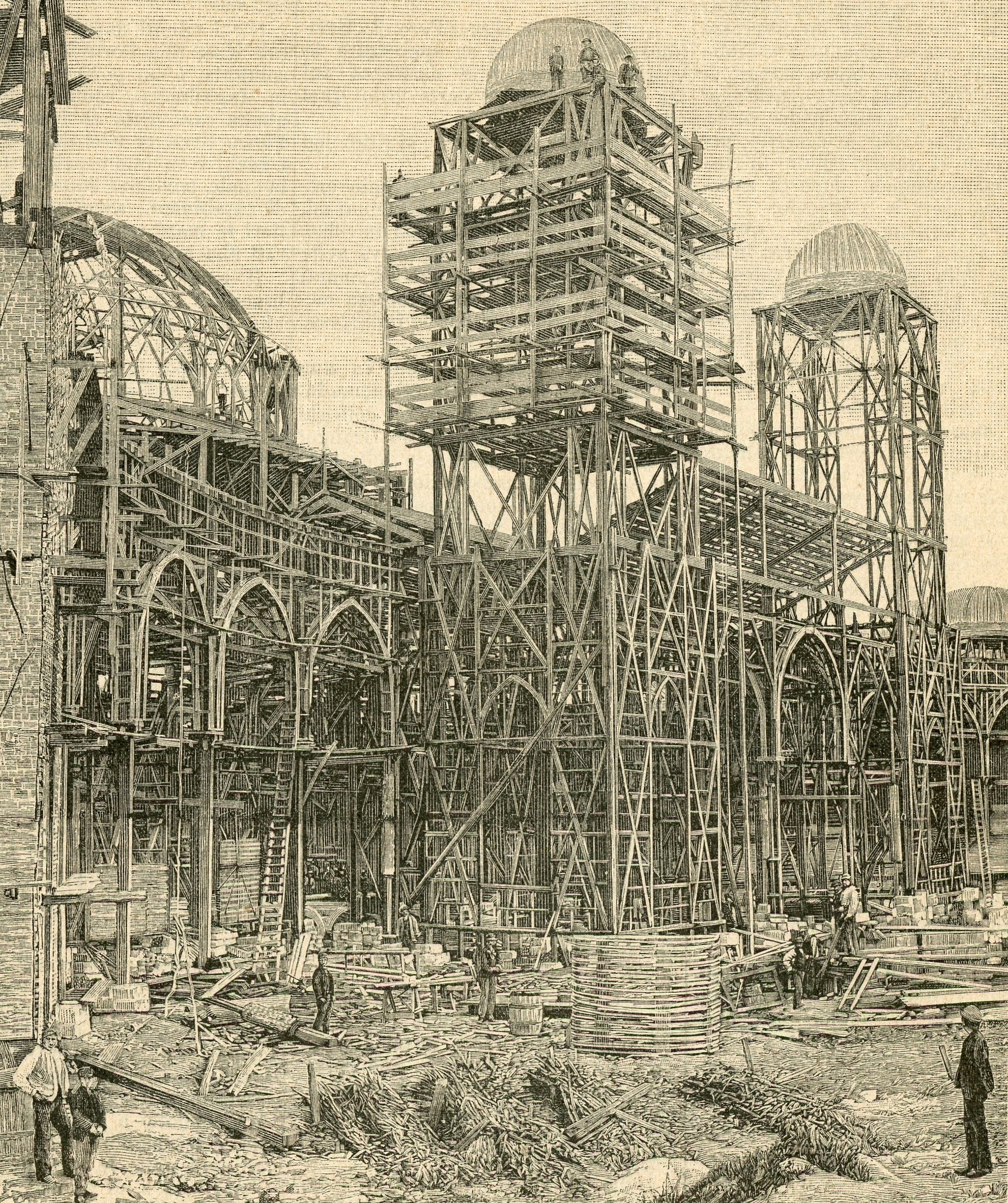
Exposition nationale de Palerme - L'entrée principale en construction.

- 15 novembre : inauguration de l'Exposition nationale de Palerme[12].

## Culture

### Opéras créés en 1891
- 31 octobre : L'amico Fritz, opéra en trois actes de Pietro Mascagni, livret de P. Suardon (pseudonyme de Nicola Daspuro), au Teatro Costanzi à Rome.

## Naissances en 1891
- 22 janvier : Antonio Gramsci, philosophe, écrivain et théoricien politique, membre fondateur du Parti communiste italien. († 27 avril 1937)
- 18 février : Oreste Puliti, escrimeur, sacré quatre fois champion olympique d'escrime en fleuret par équipe (1920 et 1928) et en sabre par équipe (1920 et  1924). († 5 février 1958)
- 17 avril : Arturo Bendini, homme politique, député communiste de 1924 à 1926. († 13 juillet 1944)
- 20 juin : Giannina Arangi-Lombardi, chanteuse lyrique (soprano) († 9 juillet 1951)
- 25 août : Alberto Savinio, écrivain, peintre et compositeur, journaliste, dramaturge, et traducteur, frère cadet de Giorgio De Chirico. († 5 mai 1952)
- 27 novembre : Giovanni Breviario, chanteur lyrique (ténor). († 8 octobre 1982).

## Décès en 1891
- 9 janvier : Antonio Araldi, 71 ans, général et un homme politique. (° 7 mars 1819)
- 14 juin : Nicolò Gabrielli, 77 ans, compositeur. (° 21 février 1814)
- 21 juillet : Franco Faccio, 51 ans, compositeur, chef d'orchestre et pédagogue, essentiellement connu pour avoir dirigé les opéras de Giuseppe Verdi. (° 8 mars 1840).
- Juin : Fanny Salvini-Donatelli, 75 ans, cantatrice (soprano), créatrice du rôle de Violetta dans l'opéra La traviata de Verdi. (° 1815).
- 19 octobre : Nicolò Barabino, 59 ans, peintre et mosaïste de l'école florentine, connu pour ses fresques de grandes dimensions sur des sujets historiques ou religieux. (° 13 juin 1832)
- 24 décembre : Adeodato Malatesta, 85 ans, peintre de style néoclassique, dont les principaux thèmes sont la peinture sacrée et la peinture d'histoire. (° 6 mai 1806)